# Grot van Melidoni
De Grot van Melidoni (Grieks: Σπήλαιο Μελιδονίου), ook bekend als Gerontospilios (Γεροντόσπηλιος), is een grot ten noorden van het dorp Melidoni in de gemeente (dimos) Mylopotamos. De grot is van archeologisch en historisch belang, vooral vanwege de gebeurtenissen tijdens de Griekse Onafhankelijkheidsoorlog.

## Geschiedenis
Uit de aangetroffen voorwerpen blijkt dat de grot in de steentijd al bewoond was. In de Minoïsche tijd werd de grot gebruikt als plaats om godsdienstige ceremoniën uit te voeren. Dit blijkt uit de aangetroffen restanten van aardewerk. Daarnaast is er ook een labrys gevonden. De bronzen reus Talos zou in de grot vereerd zijn. Later, in de Griekse tijd, diende de grot als heiligdom voor Hermes en Zeus.

## Negentiende eeuw

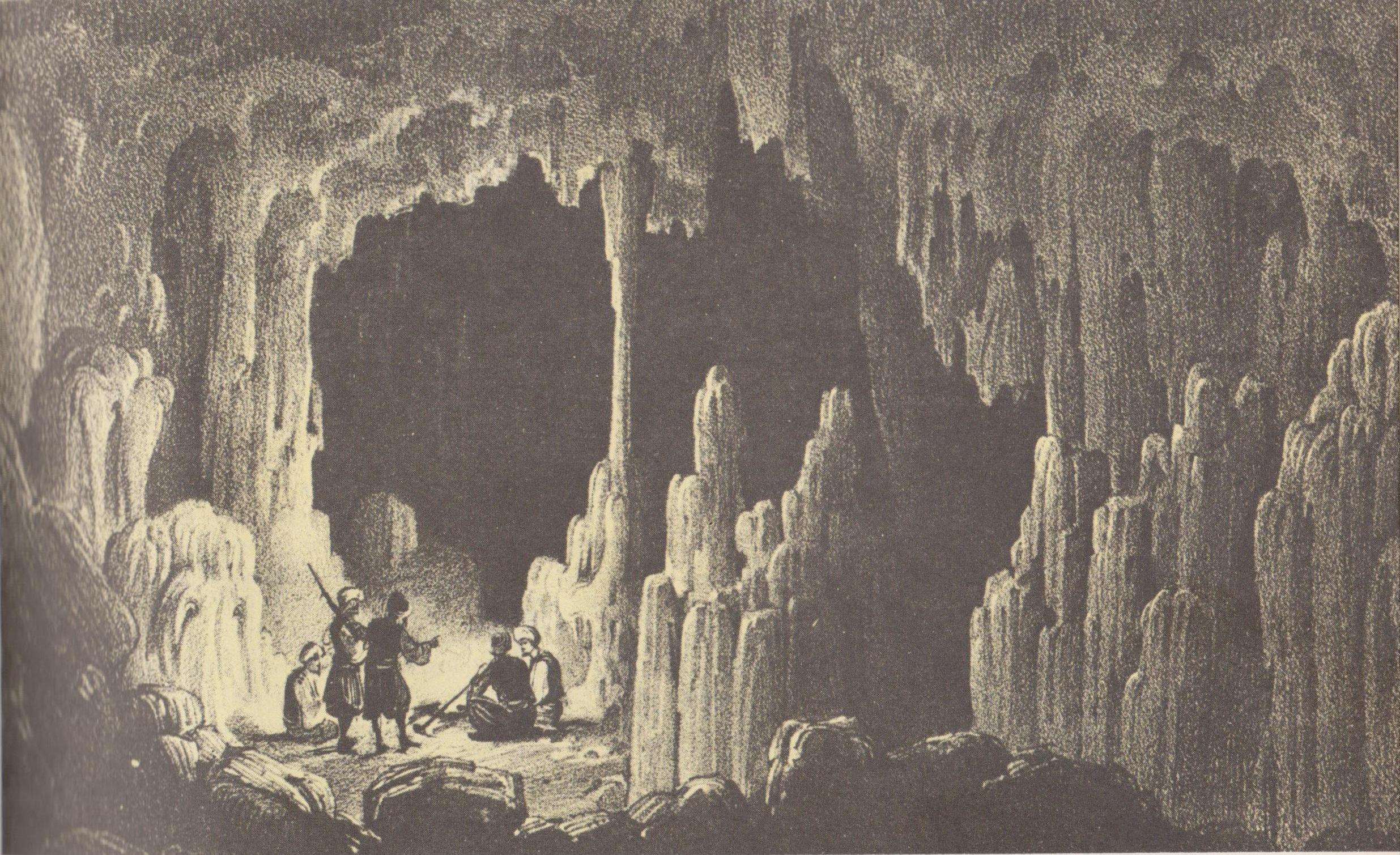

Tijdens de Griekse Onafhankelijkheidsoorlog speelde de grot een belangrijke rol. Inwoners van Melidoni namen deel aan verzetsacties tegen de Turkse overheersers en waren daarom doelwit van wraakacties. Toen de toenmalige Turkse bevelhebber Hassan Pasja in 1822 naar het dorp kwam, verborgen de inwoners (vrouwen, kinderen en ouderen) zich in de grot, samen met circa 30 verzetslieden. De grot was makkelijk te verdedigen en de inwoners voelden zich er veilig. Na een paar dagen vertrok de Pasja weer en konden de gevluchte inwoners weer terug naar hun huizen.
Na de dood van Hassan Pasja kwam Hoessein Pasja naar Melidoni. Wederom vluchtten de inwoners van het dorp naar de grot. In de grot was genoeg voedsel aanwezig om een belegering van een half jaar te kunnen weerstaan. De grot werd echter ontdekt, en Hoessein Pasja eiste overgave. Er werd echter geen gehoor gegeven aan zijn oproep, zijn boodschapper werd neergeschoten, waarop het Turkse leger de grot aanviel. Er volgde een strijd waarin 24 Turkse soldaten gedood werden door kogels vanuit de grot. Uit woede sloot Hoessein de ingang van de grot af met stenen. Iedere nacht werden de stenen echter weggehaald. Toen bleek dat iedereen in de grot nog leefde, gaf Hoessein opdracht om de ingang van de grot af te sluiten met brandbaar materiaal en dit aan te steken. Alle 370 inwoners die zich in de grot hadden verscholen kwamen door een gebrek aan zuurstof om het leven.
In de grot staat een tombe met de overblijfselen van de slachtoffers. Bij de grot is een kapel gebouwd waar de doden ieder jaar worden herdacht.